# إد فليمينغ
إد فليمينغ (بالإنجليزية: Ed Fleming)‏ مواليد 25 يوليو 1933، كان لاعب كرة سلة أمريكي. بدأ مسيرته الاحترافية في سنة 1955. تم اختياره من قبل فريق سكرامنتو كينغز خلال الدرافت. بلغ طوله 6 قدم 3 بوصة (1.9 م). اعتزل اللعب في 1964. لعب مع سكرامنتو كينغز ولوس أنجلوس ليكرز.

## روابط خارجية
- إد فليمينغ على موقع إن بي أي (الإنجليزية)
- إد فليمينغ على موقع سبورتس رفرنس (الإنجليزية)
- إد فليمينغ على موقع كلية كرة السلة في سبورتس رفرنس.كوم (الإنجليزية)
- إد فليمينغ على موقع ريلجم (الإنجليزية)
- إد فليمينغ على موقع بروبوليرز (الإنجليزية)